# Нева (журнал)
«Нева́» — российский литературный журнал.

## История
Журнал издаётся в Санкт-Петербурге с апреля 1955 года (тогда — Ленинград). Был основан на базе выходившего до этого «Ленинградского альманаха» в качестве официального органа Ленинградской писательской организации и одного из печатных органов Союза писателей РСФСР. Во времена СССР выходил в издательстве «Художественная литература».
В советское время в журнале публиковались Михаил Зощенко, Михаил Шолохов, Вениамин Каверин, Лидия Чуковская, Лев Гумилёв, Дмитрий Лихачёв, Александр Солженицын, Даниил Гранин, Фёдор Абрамов, Виктор Конецкий, братья Стругацкие, Владимир Дудинцев, Василь Быков и другие.
Помимо прозы, поэзии, публицистики и литературной критики журнал печатал переводы из литературы социалистических стран, а также (с 1981) под рубрикой «Седьмая тетрадь» — много коротких очерков по истории Ленинграда (Петербурга, Петрограда).
До 1989 года на первой странице обложки выпусков журнала размещались виды Ленинграда (рисунки, фотографика). С 1989 года они стали публиковаться на второй странице обложки.

## Главные редакторы
- Александр Черненко (1955—1956)
- Сергей Воронин (1957—1964)
- Александр Попов (1964—1978)
- Дмитрий Хренков (1979—1984)
- Борис Никольский (1985—2006)
- Наталья Гранцева (2007—2024)[5][6][7]
- Александр Мелихов (c 2024)[7]

## Авторы журнала в XXI в
в 2000-е — 2010-е гг. в журнале печатались Евгений Алёхин, Иван Гобзев, Глеб Горбовский, Александр Карасёв, Александр Карпенко, Александр Кушнер, Владимир Лорченков, Сергей Переслегин, Юрий Поляков, Евгений Попов, архимандрит Августин (Никитин), Алексей А. Шепелёв, Галина Таланова, Алексей Борычев, Игорь Сухих, Валерий Дударев, Вячеслав Лейкин, Лев Штуден, Никита Поповский и другие.

## Критика
Литературный критик Евгения Щеглова в 2010 году высказала мнение, что общий уровень текстов в «Неве» «в последнее время» существенно снизился.

## Награды
- Почётный диплом Законодательного Собрания Санкт-Петербурга (30 марта 2005 года) — за выдающийся вклад в развитие литературы и культуры в Санкт-Петербурге и в связи с 50-летием со дня основания[9].